# Pazius ornaticaudus
Pazius ornaticaudus är en näbbsländeart som beskrevs av Penny 1977. Pazius ornaticaudus ingår i släktet Pazius och familjen styltsländor. Inga underarter finns listade i Catalogue of Life.